# 70e bataillon de chasseurs alpins
Le 70e bataillon de chasseurs alpins (70e BCA) est une unité militaire dissoute de l'infanterie alpine française (chasseurs alpins) qui participa notamment aux deux conflits mondiaux.

## Création et différentes dénominations
- 1914 : formation du 3 au 5 août à Grenoble, du 70e bataillon de chasseurs alpins, à partir du 30e BCA,
- 1919 : dissolution du bataillon,
- 1939 : nouvelle création du 70e BCA, comme bataillon de réserve de série A[réf. nécessaire],
- 1940 : dissolution

## Historique des garnisons, campagnes et batailles

### Première Guerre mondiale

#### Rattachements successifs
- 128e brigade / 64e DI (aout 1914)
- Groupement de bataillons de chasseurs alpins (aout 1914)
- Brigade mixte de Cornimont (septembre 1914)
- 152e brigade / 41e DI (septembre 1914)
- 3e brigade de chasseurs / 47e DI (juin 1915)
- 3e brigade de chasseurs / 47e DI (janvier 1916)
- 81e brigade / 66e DI (mars 1916)
- Bataillon isolé / 66e DI (mai 1916)
- Groupement de bataillons de chasseurs à pied / ID de la 47e DI (novembre 1916)

#### 1914
Frontière italienne (Ubaye). Lorraine (la trouée de Charmes, La Mortagne, la Chapelotte, La Moselotte). Alsace (La Thur).

#### 1915
Lorraine (La Chapelotte). Alsace (Lingekopf, Le Bonhomme, Schratzmännele).

#### 1916
Alsace (Schratzmännele, col de la Schlucht, Grand Ballon). La Somme (Curlu, Maurepas, Cléry). Vosges.

#### 1917
Vosges. Aisne (Chevreux). Lorraine (Camp de Gondrecourt), Champagne (Tahure). Italie (Monte-Tomba).

#### 1918
Italie (col del Rosso). La Marne (Mont Marlet, Montemafroy, Coincy, Dammard). Picardie (Roye, Moyencourt). Bataille de Saint-Quentin, Canal du Nord. Ligne Hindenburg. Bataille de Guise.

## Traditions

### Insigne
Pas d’insigne connu.

### Drapeau
Comme tous les autres bataillons et groupes de chasseurs, leN e BCA ne dispose pas d'un drapeau propre. (Voir le drapeau des chasseurs).
Sur son fanion sont inscrits :

Lingekopf, Maurepas, Monte Tomba, Ourcq, Saint-Quentin, Roye, Vosges, Guise.

### Décorations

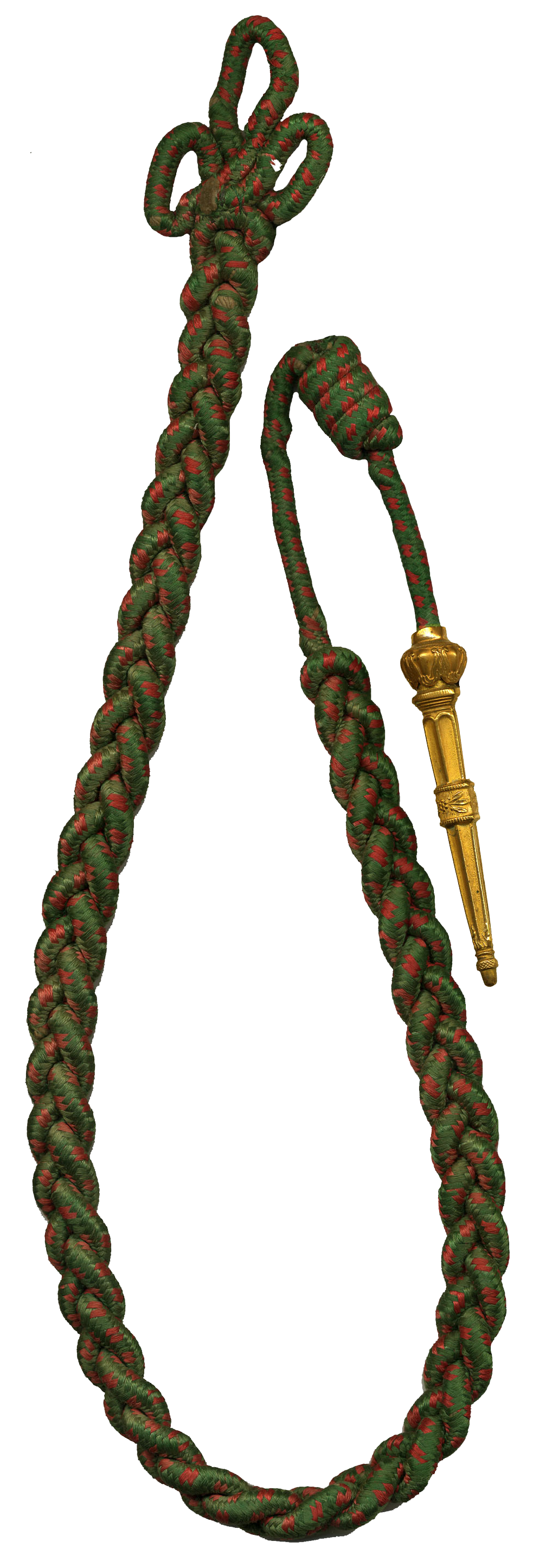
Fourragère

Le 3 septembre 1918, le bataillon obtient fourragère aux couleurs de la Croix de guerre 1914-1918 pour 3 citations à l’ordre de l’armée.

### Chant
Refrain
" Il allait à la chasse.

A la chasse aux perdrix !"
(sur l'air du refrain du 30e BACP)

## Chefs de Corps
- 1914 - 1915 : capitaine Genon-Duverger
- 1915 - 1915 : capitaine puis chef de bataillon Leleu
- 1915 - 1915 : chef de bataillon De Bellegarde
- 1915 - 1915 : capitaine puis chef de bataillon Johannes Boussuge.
- 1915 - 1917 : capitaine puis chef de bataillon Brun
- 1917 - 1918 : commandant Masson
- 1918 - 1918 : capitaine Rueff
- 1918 - 1919 : chef de bataillon Bied-Charreton

## Sources et bibliographie
- Historique du 70e bataillon alpin de chasseurs à pied, 1914-1918, Imprimerie Berger-Levrault, 35 pages.
- Yvick Herniou & Éric Labayle, Répertoire des corps de troupe de l'armée française pendant la grande guerre, Tome 2, Chasseurs à pied, alpins et cyclistes, Unités d'active de réserve et de territoriale, Éditions Claude Bonnaud, Château-Thierry, 2007, 446 p., broché 14x24  (ISBN 978-2-9519001-2-7)
- Bataillon de chasseurs durant la grande guerre.
- Citations collectives des bataillons de chasseurs de 1914-1918.
- Historique du 70e bataillon de chasseurs à pied pendant la guerre 1914-1918, Paris, Berger-Levrault, 35 p., lire en ligne sur Gallica.